# Polycentropus milaca
Polycentropus milaca är en nattsländeart som beskrevs av David Etnier 1968. Polycentropus milaca ingår i släktet Polycentropus och familjen fångstnätnattsländor. Inga underarter finns listade i Catalogue of Life.